# Gyros powelli
Gyros powelli là một loài bướm đêm trong họ Crambidae.